# Яново (Венґровський повіт)
Яново (пол. Janowo) — село в Польщі, у гміні Лів Венґровського повіту Мазовецького воєводства.
У 1975-1998 роках село належало до Седлецького воєводства.